# Аль-Иттихад (баскетбольный клуб, Джидда)
«Аль-Иттихад» — аравийский баскетбольный клуб из города Джидда. 15-кратный чемпион Саудовской Аравии. Выступает в чемпионате Саудовской Аравии.

## Достижения
Чемпионат Саудовской Аравии
- Чемпион (15): 1996, 1997, 1998, 1999, 2000, 2001, 2004, 2005, 2006, 2007, 2009, 2010, 2011, 2013, 2016[1]

Чемпионат Альнохбаха
- Чемпион (10): 1996, 2000, 2001, 2002, 2004, 2005, 2007, 2009, 2012, 2014[2]

Кубок принца Файсала
- Чемпион (6): 2004, 2005, 2006[3]

Клубный чемпионат Арабских стран
- Чемпион (1): 2004

Кубок чемпионов ФИБА Азия
- Чемпион (1): 2001

## Основной состав
| № | Игрок                | Позиция |
| 7 | Джабер Кабе          | АЗ      |
|   | Ферракон Холл        | Ф       |
|   | Рашад Вудс           | Св      |
|   | Мохаммед Аль-Марвани | Ц       |
|   | Антонио Хеймон       | Св      |
|   | Мохаммед Хассан      |         |

| Должность         | Имя             |
| ----------------- | --------------- |
| Главный тренер    | Владимир Бошняк |
| Ассистент тренера | Оги Мольевич    |

## Известные игроки
- Махмуд Абдул-Рауф